# رومولو كالابريس
رومولو كالابريس (بالإيطالية: Romolo Calabrese)‏ هو مهندس معماري إيطالي، ولد في 4 أبريل 1966 في ميلانو في إيطاليا.

## المشاريع

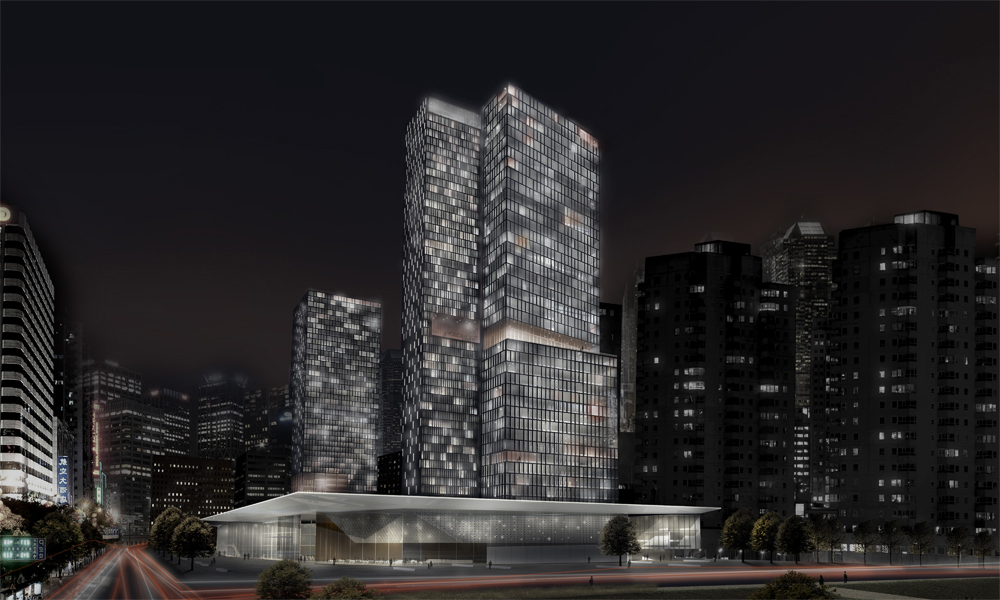
ثلاثة أبراج - شنغهاي
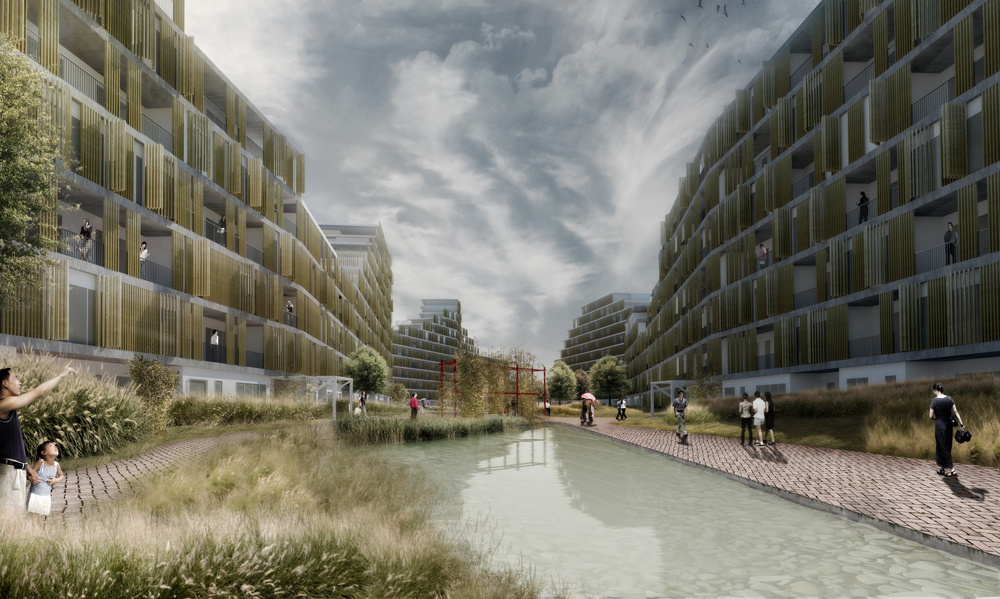
المجمع السكني - بودونج - الصين
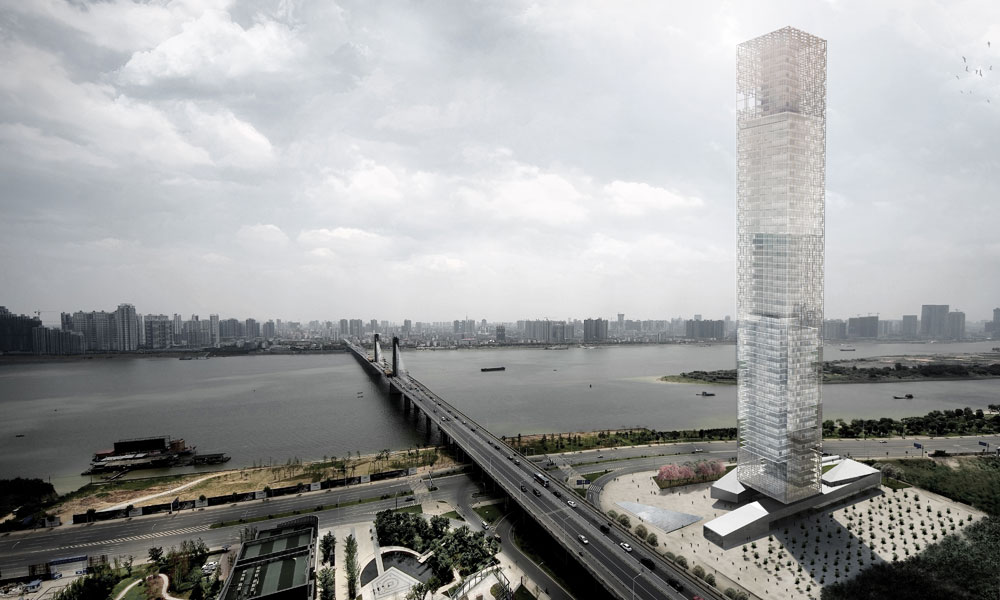
برج نهر شيانغ - تشانغشا

## وصلات خارجية
- الموقع الرسمي